# Dave Tarras
Dave Tarras (1895 - 13 février 1989) est sans doute l'un des plus fameux musiciens de la musique klezmer du XXe siècle. Il est connu pour sa longue carrière et son jeu très habile à la clarinette.

## Biographie
Tarras est né Dovid Tarraschuk, à Ternivka, (un village dans Teplytskyi Raion, Oblast de Vinnytsia, en Ukraine[Quoi ?]). Il est le fils d'un tromboniste klezmer et badchen (bouffon-comédien qui officie lors des mariages pour divertir les invités). Il grandit en jouant divers instruments et toujours entouré de musique. Il est conscrit de l'armée du tsar en 1915, mais ses talents de musiciens le gardent hors des tranchées. En 1921, il immigre à New York aux États-Unis, où il travaille un temps dans une usine de confection.
Finalement, il découvre qu'il peut gagner sa vie en tant que musicien, et travaille comme clarinettiste klezmer dans de nombreux ensembles de New York. En plus de la musique juive, il a aussi enregistré des airs grecs, polonais et russes. Sa capacité à jouer différents styles étant masquée par l'utilisation de pseudonymes, sur ses enregistrements pour Columbia Records. Grâce aux archives, on estime qu'il a participé à 500 enregistrements au cours de sa carrière.
Sa compétence et sa fiabilité lui ont permis de jouer plus longtemps que les autres pionniers du klezmer de son temps (Naftule Brandwein par exemple), alors qu'ils avaient pris leur retraite ou quitté les affaires. L'expérience de Tarras débutant dans les orchestres militaires du tsar, sa capacité à lire la musique et son excellente maîtrise du style yiddish ont fait de lui un favori parmi les chefs d'orchestre des ensembles. Après la Seconde Guerre mondiale, lorsque la musique klezmer tombe en désuétude, Tarras reste l'un des rares musiciens à enregistrer et à jouer encore activement. Son style est caractérisé par un phrasé lisse et digne, délibérée et rythmique. Son répertoire personnel provient de ses racines de Bessarabie et les influences de la musique juive et tsigane. Zev Feldman a crédité Tarras, non seulement de musique de danse juive « bessarabiques », mais aussi avec le remplacement de ce qui avait été le style dominant des mélodies freylekh, avec le bulgare.
L'enregistrement le plus durable de Tarras, Tanz! (1956) était le fruit de son beau-frère, Sam Musiker, clarinettiste et saxophoniste. L'album, qui combine avec succès les idiomes jazz et klezmer, n'a pas été bien accueilli en son temps, mais demeure au centre du canon actuel des revivalistes.
Au début de la renaissance de la musique klezmer dans les années 1970 et 1980, Tarras fut le mentor de nombreux jeunes musiciens bientôt célèbres, y compris le mandoliniste Andy Statman.
Tarras est mort en 1989 à Oceanside, dans le Comté de Nassau, New York. Il a laissé deux filles Brownie et Rose, un fils, Seymour et sept petits- enfants.
Il est l'objet d'une récente biographie de Yale Strom, Dave Tarras - The King of Klezmer.

### Thèse universitaire
- (en) J. E. Rubin, The art of the klezmer : improvisation and ornamentation in the commercial recordings of New York clarinettists Naftule Brandwein and Dave Tarras 1922-1929, City University London, 2001 (présentation en ligne)